# Simon Baudichon
Pour les articles homonymes, voir Baudichon.
Simon Baudichon, dit Simon Baldichius, est un médecin français du XVIe siècle, originaire du diocèse du Mans, professeur au Collège royal de 1567 à 1577. Il serait mort en 1584.

## Biographie
Bachelier le 12 mars 1554, il obtient sa licence de la Faculté de médecine de Paris le 18 mars 1555 avec une thèse intitulée : An ex suppressis hæmorroïdibus glabrities ?,. Il « reçoit le bonnet doctoral » en 1556.
En 1568, Charles IX, « toujours plein de bienveillance à l'égard de son Collège royal », crée une seconde chaire de médecine, en faveur de Simon Baudichon.
Cependant, converti au calvinisme, Simon Baudichon est convoqué le 30 juin 1568 devant le procureur général du roi pour être entendu avec Pierre de La Ramée et d'autres professeurs.  Le 8 octobre 1570, à la suite du traité de Paix de Saint-Germain-en-Laye, l’Université obtient des lettres patentes qui restreint le droit d’y enseigner aux seuls catholiques. Jacques Charpentier, doyen de la faculté de médecine, fait exclure Simon Baudichon et cinq autres docteurs-régents protestants. « Baudichon et ses collègues sont réintégrés de Charles IX lui-même ; le 17 mai 1571, ils obtinrent de celui-ci de nouvelles lettres patentes les réhabilitant dans tous leurs droits. La faculté de médecine dut les réintégrer mais les "dispensa" de faire des leçons. »
Baudichon restera enseignant au Collège royal jusqu'en 1577.